# Sveriges ambassad i Tel Aviv
Sveriges ambassad i Tel Aviv är Sveriges diplomatiska beskickning i Israel som är belägen i landets näst största stad Tel Aviv. Beskickningen består av en ambassad, ett antal svenskar utsända av Utrikesdepartementet (UD) och lokalanställda. Ambassadör sedan 2024 är Alexandra Rydmark. Liksom de flesta utländska ambassaderna i Israel är den belägen i Tel Aviv istället för i Israels formella huvudstad Jerusalem. Sverige har även ett generalkonsulat i Jerusalem och honorärkonsulat i Eilat och Haifa.

## Beskickningschefer
| Namn                     | Period    | Funktion          | Ackreditering                  |
| ------------------------ | --------- | ----------------- | ------------------------------ |
| Gösta Hedengran          | 1951–1953 | Chargé d’affaires |                                |
| Jens Malling             | 1953–1956 | Chargé d’affaires |                                |
| Jens Malling             | 1956–1956 | Envoyé            |                                |
| Östen Lundborg           | 1956–1957 | Envoyé            |                                |
| Östen Lundborg           | 1957–1960 | Ambassadör        |                                |
| Hugo Tamm                | 1960–1963 | Ambassadör        |                                |
| Inga Thorsson            | 1964–1966 | Ambassadör        |                                |
| Bo Siegbahn              | 1966–1970 | Ambassadör        |                                |
| Sten Sundfeldt           | 1970–1975 | Ambassadör        |                                |
| Iwo Dölling              | 1975–1979 | Ambassadör        |                                |
| Torsten Örn              | 1979–1983 | Ambassadör        | Sidoackrediterad till Nicosia. |
| Sven Hirdman             | 1983–1987 | Ambassadör        | Sidoackrediterad till Nicosia. |
| Mats Bergquist           | 1987–1992 | Ambassadör        | Sidoackrediterad till Nicosia. |
| Carl-Magnus Hyltenius    | 1993–1996 | Ambassadör        | Sidoackrediterad till Nicosia. |
| John Hagard              | 1996–1999 | Ambassadör        | Sidoackrediterad till Nicosia. |
| Anders Lidén             | 1999–2002 | Ambassadör        | Sidoackrediterad till Nicosia. |
| Robert Rydberg           | 2003–2007 | Ambassadör        |                                |
| Elisabet Borsiin Bonnier | 2007–2010 | Ambassadör        |                                |
| Elinor Hammarskjöld      | 2010–2013 | Ambassadör        |                                |
| Carl Magnus Nesser       | 2013–2017 | Ambassadör        |                                |
| Magnus Hellgren          | 2017–2020 | Ambassadör        |                                |
| Erik Ullenhag            | 2020–2024 | Ambassadör        |                                |
| Alexandra Rydmark        | 2024–idag | Ambassadör        |                                |